# Brachymycterus
Brachymycterus är ett släkte av skalbaggar. Brachymycterus ingår i familjen vivlar.
Kladogram enligt Catalogue of Life:
| Brachymycterus | \| \| Brachymycterus auritus \| \| \| \| |
|                | \| \| Brachymycterus auritus \| \| \| \| |
|                | Brachymycterus auritus                   |
|                |                                          |